# Gladö kvarn
Gladö kvarn is een plaats in de gemeente Huddinge in het landschap Södermanland en de provincie Stockholms län in Zweden. De plaats heeft 438 inwoners (2005) en een oppervlakte van 110 hectare.